# Lucas Boyé
Lucas Boyé (San Gregorio, 28 de febrer de 1996) és un futbolista argentí que juga com a davanter. El seu equip actual és l'Elx CF de la Primera Divisió espanyola. Ha estat internacional amb la selecció argentina

## Carrera de club

### Primers anys
Boyé va ser convocat per Ramon Díaz per a la pretemporada de River Plate a Salta el gener de 2014. El seu debut no oficial va tenir lloc el 29 de gener de 2014 en un amistós contra el San Lorenzo de Almagro a l'Estadi Padre Ernesto Martearena de Salta, quan va substituir Jonathan Fabbro als 23 minuts de la segona part. River Plate va perdre el partit davant el San Lorenzo per 3-1.
Poc després va tornar a jugar amb el primer equip en un altre partit amistós, aquesta vegada contra el provincial de San Luis, entrant a l'inici de la segona part per substituir Daniel Villalba en un partit que River Plate va guanyar per 3-1. Va fer el seu debut oficial contra Ferro en el torneig final de la Copa Argentina 2013-14, en un partit que River Plate va guanyar per 6-5 en la tanda de penals.
El seu debut a la Primera Divisió argentina va arribar en un empat per 1-1 contra el Gimnasia y Esgrima la primera jornada del Torneo de Transición 2014. Quatre dies després, el 31 d'agost, Boyé va marcar el seu primer gol a primera divisió amb una assistència de Tomas Martínez, el tercer en un partit que River va guanyar per 3-1 contra el San Lorenzo.

### Torí
L'1 de febrer de 2016, va signar un contracte amb el club italià Torino per quatre temporades, a partir del juliol de 2016.

#### Cessions
El 31 de gener de 2018 va anar cedit al club gallec Celta.
La temporada 2018-19, Boyé es va unir cedit a l'AEK. El 28 d'octubre de 2018 va marcar el seu primer gol amb el club en un partit de victòria a casa per 4-0 contra l'Aris Thessaloniki. El 23 de febrer de 2019, va marcar un doblet, el primer de la seva carrera, segellant un partit que va acabr en victòria a casa per 2-1 contra l'Apollon Smyrnis.
El 2 d'agost de 2019, el club del campionat anglès Reading va anunciar el fitxatge de Boyé amb un contracte de préstec durant tota la temporada del Torino. Va marcar el seu primer gol amb el Reading en una eliminatòria de la Copa EFL contra el Wolverhampton Wanderers el 25 de setembre de 2019. No obstant això, també va fallar un penal a la tanda de penals en el mateix partit que Reading va perdre finalment.
El 21 de setembre de 2020, el nou ascendit equip de la Lliga Elx CF va anunciar que Boyé s'hi havia incorporat en préstec amb opció de compra.

### Elx
El 13 de maig de 2021, Elx CF va anunciar que havia exercit l'opció de compra sobre Boyé.